# Strandvejen

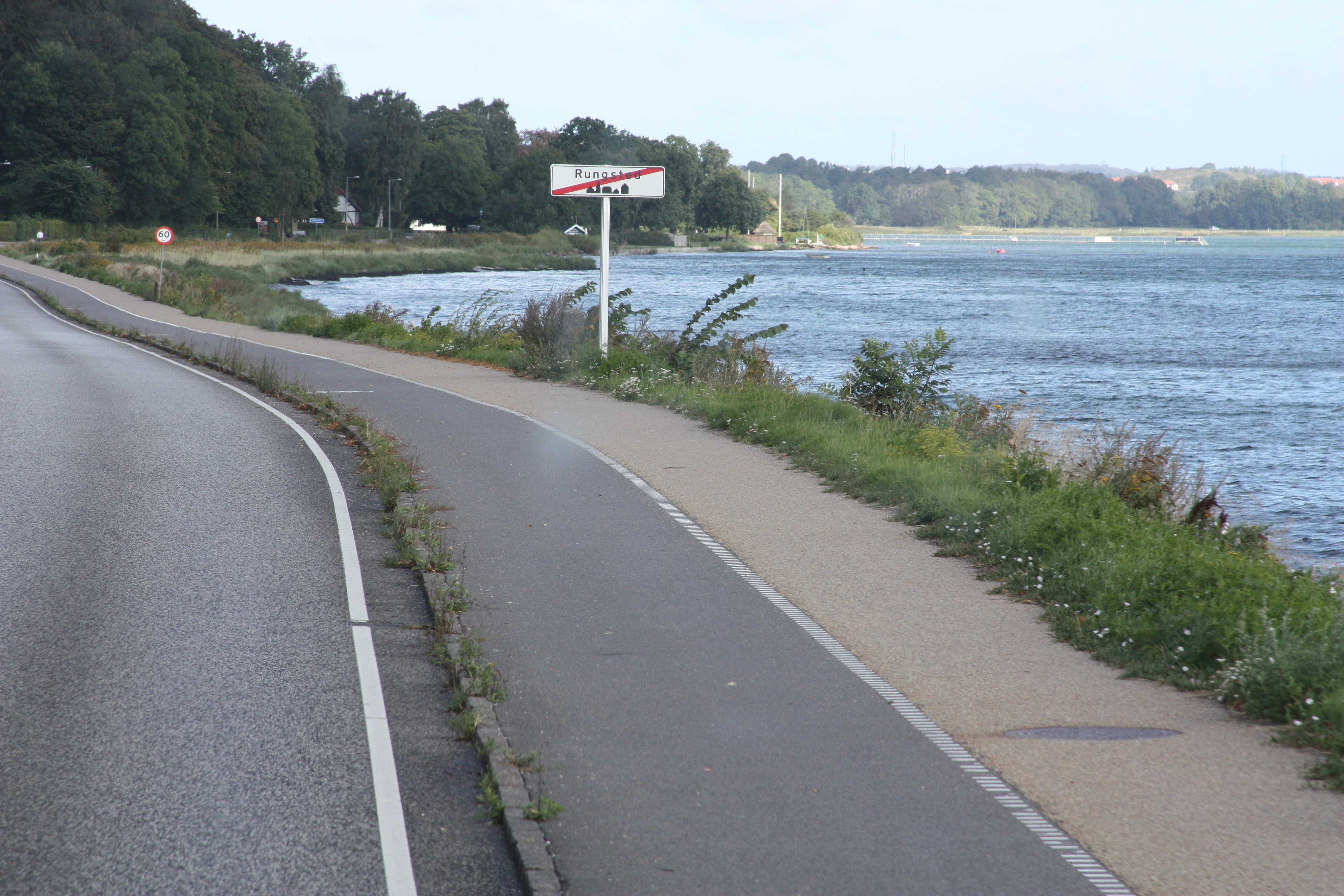
Strandvejen vid Rungsted.

Strandvejen [ˈsdʁɑnvɑjən] är populärnamnet på den 38 km långa "gamla vägen" mellan Helsingör och norra Köpenhamn i Danmark. Vägen går till stora delar längs Öresundskusten och delvis även genom bokskog. Strandvejen anses av många som en mycket vacker vägsträcka. Danska Vejdirektoratet har numrerat större delen av vägen som sekundärväg 152.
I norr startar Strandvejen vid en rondell nära färjeläget i Helsingör och i söder slutar vägen vid Svanemøllen i Köpenhamn, där den övergår i Østerbrogade. De sista kilometerna räknas Strandvejen som gata och saknar vägnummer. Vägen går genom kommunerna Helsingör, Fredensborg, Hørsholm, Rudersdal, Lyngby-Taarbæk, Gentofte och Köpenhamn.
Sevärdheter längs vägen är bland annat konstmuseet Louisiana i Humlebæk, nöjesparken Dyrehavsbakken, Charlottenlundsbadet med Café Jorden Rundt, Charlottenlunds travbana ("Lunden"), Klampenborgs galoppbana samt centrala Hellerup.
Adressnamnen längs vägen varierar. Namnet "Strandvejen" förekommer på flera delsträckor men även adressnamn som "Kystvejen" (vid Charlottenlund), "Humlebæk Strandvej" och "Færgevej" (i Helsingör). Namnet "Strandvejen" är dock det övergripande begreppsnamnet för hela vägen.
Det finns andra vägar i Danmark som heter "Strandvejen", men sträckan Helsingör–Köpenhamn är den enda som är internationellt välkänd.